# Challenger de Menorca 2025
El torneo Open Menorca 2025 fue un torneo de tenis perteneció al ATP Challenger Tour 2025 en la categoría Challenger 100. Se trató de la 1ª edición; el torneo tuvo lugar en la ciudad de Menorca (España), desde el 31 de marzo hasta el 6 de abril de 2025 sobre pista de tierra batida al aire libre.

## Jugadores participantes del cuadro de individuales
| Preclasificado | País                    | Jugador         | Rank1 | Posición en el torneo |
| 1              | Bandera del Reino Unido | Billy Harris    | 107   | Primera ronda         |
| 2              | Bandera de Austria      | Sebastian Ofner | 131   | Cuartos de final      |
| 3              | Bandera de Croacia      | Marin Čilić     | 143   | Primera ronda         |
| 4              | Bandera de Dinamarca    | Elmer Møller    | 156   | Cuartos de final      |
| 5              | Bandera de España       | Carlos Taberner | 170   | Cuartos de final      |
| 6              | Bandera del Reino Unido | Jan Choinski    | 178   | Segunda ronda         |
| 7              | Bandera de Lituania     | Vilius Gaubas   | 194   | CAMPEÓN               |
| 8              | Bandera de Lituania     | Edas Butvilas   | 201   | Primera ronda         |

- 1 Se ha tomado en cuenta el ranking del 17 de marzo de 2025.

### Otros participantes
Los siguientes jugadores recibieron una invitación (wild card), por lo tanto ingresan directamente al cuadro principal (WC):
- Nicolás Álvarez Varona
- Pedro Cachin
- Felipe Virgili

Los siguientes jugadores ingresan al cuadro principal tras disputar el cuadro clasificatorio (Q):
- Max Alcalá Gurri
- Gerard Campana Lee
- Kimmer Coppejans
- Kilian Feldbausch
- Daniel Mérida
- Zsombor Piros

## Campeones

### Individual Masculino
- Vilius Gaubas derrotó en la final a  Pol Martín Tiffon por 6–0, 6–4

### Dobles Masculino
- Benjamin Hassan /  Sebastian Ofner derrotaron en la final a  Andrea Vavassori /  Matteo Vavassori por 7–5, 6–3